# 뉴촌 (와카야마현)
뉴촌(丹生村)은 와카야마현 히다카군에 있던 촌이다. 현재의 히다카가와정 북서부에 해당한다.

## 역사
- 1889년 4월 1일 - 정촌제 시행에 의해 6촌의 구역을 가지고 성립하였다.
- 1955년 1월 1일 - 하야소촌, 야타촌과 합병해 가와베정이 성립하여, 동일 뉴촌은 폐지되었다.

## 교통

### 철도
- 일본국유철도
  - 기세이 니시선 (기세이 본선)

## 참고문헌
- 角川日本地名大辞典 30 和歌山県